# Методы обратной функция распределения

## Экономичность алгоритмов метода Монте-Карло
Алгоритмы численного (компьютерного) статистического (вероятностного) моделирования (или алгоритмы метода Монте-Карло) находят весьма широкое применение. В этих численных схемах ключевым элементом является многократное применение алгоритмов (формул) вида
{\displaystyle \xi _{0}=\psi _{\xi }(\alpha _{1},...,\alpha _{k})}
для компьютерного моделирования выборочных значений {\displaystyle \xi _{i}} одномерных непрерывных случайных величин {\displaystyle \xi \in (a,b);\;-\infty \leq a<b\leq +\infty }, имеющих заданные (выбранные) плотности распределения
{\displaystyle f_{\xi }(u);\;\;u\in (a,b)}
(последняя запись означает, что {\displaystyle f_{\xi }(u)>0} при {\displaystyle u\in (a,b)} и {\displaystyle f_{\xi }(u)=0} при {\displaystyle u\notin (a,b)}; здесь {\displaystyle \alpha _{i}\in U(0,1)} – стандартные случайные числа, т. е. выборочные значения случайной величины {\displaystyle \alpha \in U(0,1)}, равномерно распределенной в интервале {\displaystyle (0,1)} это выборочное значение реализуется на компьютере с помощью соответствующего генератора – специальной подпрограммы, именуемой в языках программирования как RAND или RANDOM).
Многократность применения алгоритмов (формул) вида для компьютерной реализации выборочных значений {\displaystyle \xi _{i}} обусловлена низкой скоростью сходимости (порядка {\displaystyle 1/{\sqrt {n}}} , где {\displaystyle n} – число обращений к этим формулам) алгоритмов метода Монте-Карло. Поэтому формулы (алгоритмы) вида {\displaystyle \xi _{0}=\psi _{\xi }(\alpha _{1},...,\alpha _{k})} следует выбирать максимально экономичными.

## Метод обратной функции распределения и его обоснование
Стандартным алгоритмом моделирования непрерывной случайной величины {\displaystyle \xi } является метод обратной функции распределения, основанный на применении формулы
{\displaystyle \xi _{0}=F_{\xi }^{-1}(\alpha _{0});\;\;\alpha _{0}\in U(0,1);}
здесь {\displaystyle F_{\xi }(x)={\bf {P}}\{\xi <x\}=\int _{-\infty }^{x}f_{\xi }(u)\,du} – функция распределения случайной величины {\displaystyle \xi }, монотонно возрастающая (а значит, имеющая обратную функцию) на интервале распределения {\displaystyle (a,b)}.
Для обоснования формулы метода обратной функции распределения следует показать, что случайные величины {\displaystyle \xi } и {\displaystyle {\tilde {\xi }}=F_{\xi }^{-1}(\alpha )} , где {\displaystyle \alpha \in U(0,1)} , имеют одинаковую функцию распределения. Так как {\displaystyle F_{\xi }^{-1}(\alpha )\in (a,b)} , то при {\displaystyle x\leq a} получаем {\displaystyle F_{\tilde {\xi }}(x)={\bf {P}}\{{\tilde {\xi }}<x\}\equiv 0=F_{\xi }(x)}, а при {\displaystyle x\geq b} имеем {\displaystyle F_{\tilde {\xi }}(x)\equiv 1=F_{\xi }(x)}. Из-за монотонности функции {\displaystyle F_{\xi }(x)} на интервале {\displaystyle (a,b)} при {\displaystyle a<x<b} верны равенства: {\displaystyle F_{\tilde {\xi }}(x)={\bf {P}}\{F_{\xi }^{-1}(\alpha )<x\}={\bf {P}}\{\alpha <F_{\xi }(x)\}=F_{\xi }(x)}; в последнем случае использовано свойство стандартной случайной величины {\displaystyle {\bf {P}}\{\alpha \in (c,d)\subseteq (0,1)\}=d-c} для {\displaystyle c=0} и {\displaystyle d=F_{\xi }(x)} . Таким образом, доказано равенство {\displaystyle F_{\tilde {\xi }}(x)=F_{\xi }(x)} для всех {\displaystyle x\in (-\infty ,+\infty )}, а значит, {\displaystyle \xi ={\tilde {\xi }}=F^{-1}(\alpha );\;\alpha \in U(0,1)}.

## Элементарные плотности распределения
При заданной плотности распределения {\displaystyle f_{\xi }(u)} для получения вычислимой (т.е. представляющей собой композицию элементарных функций от стандартного случайного числа {\displaystyle \alpha _{0}}) формулы метода обратной функции распределения нужно разрешить уравнение
{\displaystyle \int _{a}^{\xi _{0}}f_{\xi }(u)\,du=\alpha _{0};\;\;\alpha _{0}\in U(0,1)}
относительно верхнего предела интегрирования {\displaystyle \xi _{0}} в элементарных функциях. Если такое решение удается получить, то плотность {\displaystyle f_{\xi }(u)} называется элементарной.
ПРИМЕР 1. Рассмотрим случайную величину {\displaystyle \xi ^{(\lambda )}\in (0,+\infty )}, распределенную согласно плотности экспоненциального распределения
{\displaystyle f_{\xi ^{(\lambda )}}(u)=\lambda e^{-\lambda u};\;u>0,\lambda >0.}
Эта плотность является элементарной. Действительно, решая уравнение {\displaystyle \int _{0}^{\xi _{0}^{(\lambda )}}\lambda e^{-\lambda u}\,du=\alpha _{0}^{\prime };\;\alpha _{0}^{\prime }\in U(0,1)}, последовательно получаем
{\displaystyle -e^{-\lambda u}|_{0}^{\xi _{0}^{(\lambda )}}=\alpha _{0}^{\prime };\;1-e^{-\lambda \xi _{0}^{(\lambda )}}=\alpha _{0}^{\prime }\;\;}и, наконец, {\displaystyle \;\;\xi _{0}^{(\lambda )}=-{\frac {\ln(1-\alpha _{0}^{\prime })}{\lambda }}.}
Учитывая, что {\displaystyle 1-\alpha _{0}^{\prime }\in U(0,1)} последнюю формулу (из приведенных выше соображений экономичности вычислений) целесообразно использовать в виде {\displaystyle \xi _{0}^{(\lambda )}=-{\frac {\ln \alpha _{0}}{\lambda }};\;\alpha _{0}\in U(0,1)}.
ПРИМЕР 2. Рассмотрим случайную величину {\displaystyle \xi ^{(0,1)}\in (-\infty ,+\infty )}, распределенную согласно плотности стандартного гауссовского (нормального) распределения
{\displaystyle f_{\xi ^{(0,1)}}(u)={\frac {e^{-u^{2}/2}}{\sqrt {2\pi }}};\;\;-\infty <u<+\infty .}
Эта плотность не является элементарной: в левой части уравнения {\displaystyle \int _{-\infty }^{\xi _{0}^{(0,1)}}{\frac {e^{-u^{2}/2}\,du}{\sqrt {2\pi }}}=\alpha _{0};\;\alpha _{0}\in U(0,1)} интеграл не берется аналитически (первообразная не может быть выражена в элементарных функциях).
ПРИМЕР 3. Рассмотрим случайную величину {\displaystyle \xi ^{(pol)}\in (0,1)}, распределенную согласно плотности, представляющей собой полином
{\displaystyle f_{\xi ^{(pol)}}(u)=\sum _{m=0}^{M}c_{i}u^{i};\;\;0<u<1.}
В частных случаях плотность этого распределения является элементарной; например, при {\displaystyle c_{p}=(p+1)} и {\displaystyle c_{i}=0} для {\displaystyle i\neq p} получается плотность степенного распределения {\displaystyle f_{\xi ^{(p)}}(u)=(p+1)u^{p};\;0<u<1}, которая является элементарной (несложно вывести соответствующую моделирующую формулу метода обратной функции распределения {\displaystyle \xi _{0}^{(p)}=\alpha _{0}^{1/(p+1)};\;\alpha _{0}\in U(0,1)}). Однако в общем случае при решении уравнения {\displaystyle \int _{0}^{\xi _{0}^{(pol)}}\sum _{m=0}^{M}c_{i}u^{i}\,du=\alpha _{0};\;\alpha _{0}\in U(0,1)} после применения формулы Ньютона–Лейбница получается соотношение {\displaystyle \sum _{m=0}^{M}{\frac {c_{i}\left[\xi _{0}^{(pol)}\right]^{i+1}}{i+1}}=\alpha _{0}} , из которого далеко не всегда удается получить аналитическое выражение для {\displaystyle \xi _{0}^{(pol)}}.

## Конструирование элементарных плотностей: технология вложенных замен
Существует простой аналитический способ – технология вложенных замен – для получения неограниченного количества элементарных плотностей, которую можно описать следующим образом.
Рассмотрим случайную величину {\displaystyle \eta \in (c,d)} с элементарной плотностью распределения {\displaystyle f_{\eta }(v);\;c<v<d} ; это означает, что из уравнения {\displaystyle \int _{c}^{\eta _{0}}f_{\eta }(v)\,dv=\alpha _{0};\;\alpha _{0}\in U(0,1)} можно получить вычислимое на компьютере выражение {\displaystyle \eta _{0}=\psi _{\eta }(\alpha _{0})} (в виде композиции элементарных функций).
Возьмем взаимнооднозначное преобразование интервала {\displaystyle (a,b)} в интервал {\displaystyle (c,d)}, задаваемое монотонной (возрастающей или убывающей) дифференцируемой функцией {\displaystyle \varphi (w)}; причем и сама функция {\displaystyle \varphi (w)}, и ее производная {\displaystyle \varphi ^{\prime }(w)}, и обратная к ней функция {\displaystyle \varphi ^{-1}(s)} могут быть представлены в виде композиций элементарных функций.
Рассмотрим новую случайную величину {\displaystyle \xi \in (a,b)}, распределенную согласно плотности
{\displaystyle f_{\xi }(u)=f_{\eta }[\varphi (u)]\times |\varphi ^{\prime }(u)|;\;\;u\in (a,b).}
При сделанных предположениях можно утверждать, что плотность {\displaystyle f_{\xi }(u)} является элементарной; соответствующая формула метода обратной функции распределения имеет вид
{\displaystyle \xi _{0}=\varphi ^{-1}[\psi _{\eta }(\alpha _{0})];\;\;\alpha _{0}\in U(0,1).}
Действительно, для возрастающей функции {\displaystyle \varphi (w)\uparrow } (для случая убывающей функции {\displaystyle varphi(w)\downarrow } выкладки аналогичны) с помощью правила замены переменных {\displaystyle v=\varphi (u)} под знаком интеграла получаем, что уравнение вида {\displaystyle \int _{a}^{\xi _{0}}f_{\xi }(u)\,du=\alpha _{0};\;\alpha _{0}\in U(0,1)} последовательно преобразуется следующим образом:
{\displaystyle \int _{a}^{\xi _{0}}f_{\eta }[\varphi (u)]\varphi ^{\prime }(u)\,du=\alpha _{0};\;\;\int _{\varphi (a)}^{\varphi (\xi _{0})}f_{\eta }(v)\,dv=\alpha _{0};\;\;\varphi (\xi _{0})=\psi _{\eta }(\alpha _{0}),}
что дает выписанную выше формулу для {\displaystyle \xi _{0}}.
ПРИМЕР 4. Рассмотрим случайную величину {\displaystyle \xi ^{(min)}\in (-\infty ,+\infty )}, распределенную согласно плотности экстремального (точнее, минимального) значения, известной из теории порядковых статистик:
{\displaystyle f_{\xi ^{(min)}}(u)=\exp(-e^{u})\times e^{u};\;\;-\infty <u<+\infty .}
Эта элементарная плотность получается из рассмотренной в примере 1 плотности экспоненциального распределения для {\displaystyle \lambda =1} с помощью замены {\displaystyle \varphi (u)=e^{u}}; поэтому соответствующая моделирующая формула имеет вид {\displaystyle \xi _{0}^{(min)}=\ln(-\ln \alpha _{0});\;\alpha _{0}\in U(0,1)}.
С помощью технологии вложенных (последовательных) замен можно получать неограниченное количество новых плотностей элементарных распределений, так как в описанном выше процессе в качестве исходной плотности {\displaystyle f_{\eta }(v)} можно взять преобразованную плотность {\displaystyle f_{\xi }(v)} и т.д.

## Трудоемкость формул метода обратной функции распределения. Компьютерная система NMPUD
Отметим, что полученные с помощью описанной в предыдущем разделе технологии последовательных (вложенных) замен формулы метода обратной функции распределения могут оказаться трудоемкими, что ограничивает целесообразность применения этих новых формул в расчетах по методам Монте-Карло.
Например, выведенная в примере 4 формула {\displaystyle \xi _{0}^{(min)}=\ln(-\ln \alpha _{0})} для распределения минимального значения является в 1.7 раза более трудоемкой, чем исходная формула {\displaystyle \xi _{0}^{(\lambda =1)}=-\ln \alpha _{0};\;\alpha _{0}\in U(0,1)} из примера 1 для плотности {\displaystyle \lambda =1}, из которой получалась и плотность, и моделирующая формула для распределения минимального значения с помощью преобразования {\displaystyle \varphi (u)=e^{u}}.
Последнее соотношение между трудоемкостями моделирующих формул получено с использованием доступной компьютерной системы NMPUD (Numerical Modelling of Probabilistic Univariate Distributions) – см. https://nmpud.netlify.app, предназначенной для исследования формул метода обратной функции распределения.
Для изучения того или иного примера плотности {\displaystyle f_{\xi }(u);\;u\in (a,b)} и моделирующей формулы {\displaystyle \xi _{0}=\psi _{\xi }(\alpha _{0})=F_{\xi }^{-1}(\alpha _{0});\;\alpha _{0}\in U(0,1)}, пользователю системы NMPUD демонстрируется основная страница – см. рисунок.
Внизу страницы (в левой части) демонстрируется (если плотность взята из банка системы) или заносится (с помощью естественного языка ввода математических выражений) формула плотности {\displaystyle f_{\xi }(u)} и соответствующий интервал распределения {\displaystyle (a,b)} . При этом в центре страницы система строит график этой функции (кривая белого цвета).
Моделирующая формула (алгоритм) {\displaystyle \xi _{0}=\psi _{\xi }(\alpha _{0})} демонстрируется (или заносится) внизу в правой части основной страницы системы. Система с помощью многократного обращения к формуле строит гистограмму, которая отображается в центре страницы желтыми столбиками; этот процесс можно наблюдать поэтапно. Правильность моделирующей формулы {\displaystyle \xi _{0}=\psi _{\xi }(\alpha _{0})} определяется визуальной близостью построенной гистограммы и графика плотности {\displaystyle f_{\xi }(u)}.
Также вычисляется и показывается с правой стороны экрана (крупно, зеленым цветом) среднее время одного обращения к формуле {\displaystyle \xi _{0}=\psi _{\xi }(\alpha _{0})} в наносекундах.
Отметим, что компьютерная система NMPUD является удобным инструментом для того, чтобы определить, какой вклад вносят основные математические операции и функции в трудоемкость формул метода обратной функции распределения. В ходе экспериментов выяснилось, что компьютерные затраты на сложение, умножение, деление и взятие квадратного корня невелики и примерно одинаковы; "умеренно большими" можно назвать затраты на вычисление тригонометрических функций (и обратных к ним) и логарифмов; "экстремально большими" являются затраты на вычисление степенной и показательной функций.

## Модификации метода обратной функции распределения. Альтернативные экономичные методы с уравниванием вероятностей
В ряде научных источников упоминается метод обратной функции распределения  для дискретных случайных величин с распределением
{\displaystyle {\bf {P}}\{\xi =x_{i}\}=p_{i};\;p_{i}>0;\;\sum _{i=1}^{M}p_{i}=1;\;i=1,...,M;\;M\leq \infty ;}
при этом имеется в виду стандартный алгоритм моделирования {\displaystyle \xi }, в котором принимается значение {\displaystyle \xi _{0}=x_{m}} , где номер {\displaystyle m} получается вычитанием из реализованного на компьютере стандартного случайного числа {\displaystyle \alpha _{0}\in U(0,1)} сумм вероятностей {\displaystyle \sum _{j=1}^{m^{\prime }}p_{j}} до первого получения такого номера {\displaystyle m^{\prime }=m}, для которого {\displaystyle \alpha _{0}-\sum _{j=1}^{m}p_{j}<0}.
Отметим, что:
– название «метод обратной функции распределения» оправдано только для случая {\displaystyle x_{1}<x_{2}<...<x_{M-1}<x_{M}} (последнее условие существенно ограничивает сферу применения стандартного метода моделирования дискретной случайной величины);
– вместо обратной функции в записи вида {\displaystyle \xi _{0}=F_{\xi }^{-1}(\alpha _{0});\;\alpha _{0}\in U(0,1)} для дискретной случайной величины нужно использовать запись {\displaystyle \xi _{0}=G(\alpha _{0})=\inf\{y:\alpha _{0}<F_{\xi }(y)\};\;\alpha _{0}\in U(0,1)};
– запись {\displaystyle \xi _{0}=G(\alpha _{0})} лишь затушевывает простую идеологию приведенного выше стандартного алгоритма.
Таким образом, на практике следует различать стандартные алгоритмы для моделирования дискретных и непрерывных случайных величин. Несложно построить аналоги (или комбинации) этих алгоритмов и для смешанных "дискретно-непрерывных" случайных величин и/или для непрерывных случайных величин, распределенных на нескольких отстоящих друг от друга интервалах, но эти случаи являются крайне редкими, "экзотическими".
Отметим также нецелесообразность предлагаемого в некоторых статьях и книгах, описывающих различные применения методов Монте-Карло, табулирования функции {\displaystyle F_{\xi }^{-1}(w)} (это фактически соответствует рассмотрению вместо непрерывной случайной величины {\displaystyle \xi }  "близкой" к ней дискретной случайной величины {\displaystyle {\tilde {\xi }}} с большим числом значений) и использования соответствующих алгоритмов для полученного дискретного распределения: помимо того, что здесь происходит искажение моделируемого распределения, моделирующие численные схемы получаются трудоемкими.
В заключение упомянем – в качестве альтернативных трудоемким формулам метода обратной функции распределения – разработанные недавно алгоритмы метода исключения с уравниванием вероятностей – двусторонний алгоритм с кусочно-постоянными мажорантой и минорантой и новый, модифицированный зиккурат-метод, которые имеют относительно малые, одинаковые для большого класса распределений (в том числе, для распределений с элементарными плотностями) времена получения выборочных значений; соответствующие описания и коды приведены в библиотеке компьютерной системы  PrEMA (Probability Equalization Modelling Algorithms) – см. https://prema.andronix1.ru.
Отметим также, что система PrEMA включает в себя диалоговую систему, позволяющую наглядно (с помощью соответствующих диаграмм) сравнивать затраты на использование формул метода обратной функции распределения и алгоритмов с уравниванием вероятностей. Например, расчеты, проведенные с помощью системы PrEMA, показали, что компьютерные затраты на использование широко применимой формулы метода обратной функции распределения {\displaystyle \xi _{0}^{(p)}=\alpha _{0}^{1/(p+1)};\;\alpha _{0}\in U(0,1)} для моделирования степенного распределения {\displaystyle f_{\xi ^{(p)}}(u)=(p+1)u^{p};\;0<u<1} (см. выше пример 3) в 2.5 раза больше затрат на применение двустороннего алгоритма с кусочно-постоянными мажорантой и минорантой и примерно в 3 раза больше затрат на применение зиккурат-метода для того же распределения.

Ме́тод обра́тного преобразова́ния.